# Neoserica armata
Neoserica armata är en skalbaggsart som beskrevs av Moser 1922. Neoserica armata ingår i släktet Neoserica och familjen Melolonthidae. Inga underarter finns listade i Catalogue of Life.